# Nundhaki
Nundhaki – gaun wikas samiti we wschodniej części Nepalu w strefie Kośi w dystrykcie Sankhuwasabha. Według nepalskiego spisu powszechnego z 2001 roku liczył on 557 gospodarstw domowych i 2910 mieszkańców (1488 kobiet i 1422 mężczyzn).